# Tobias Utter

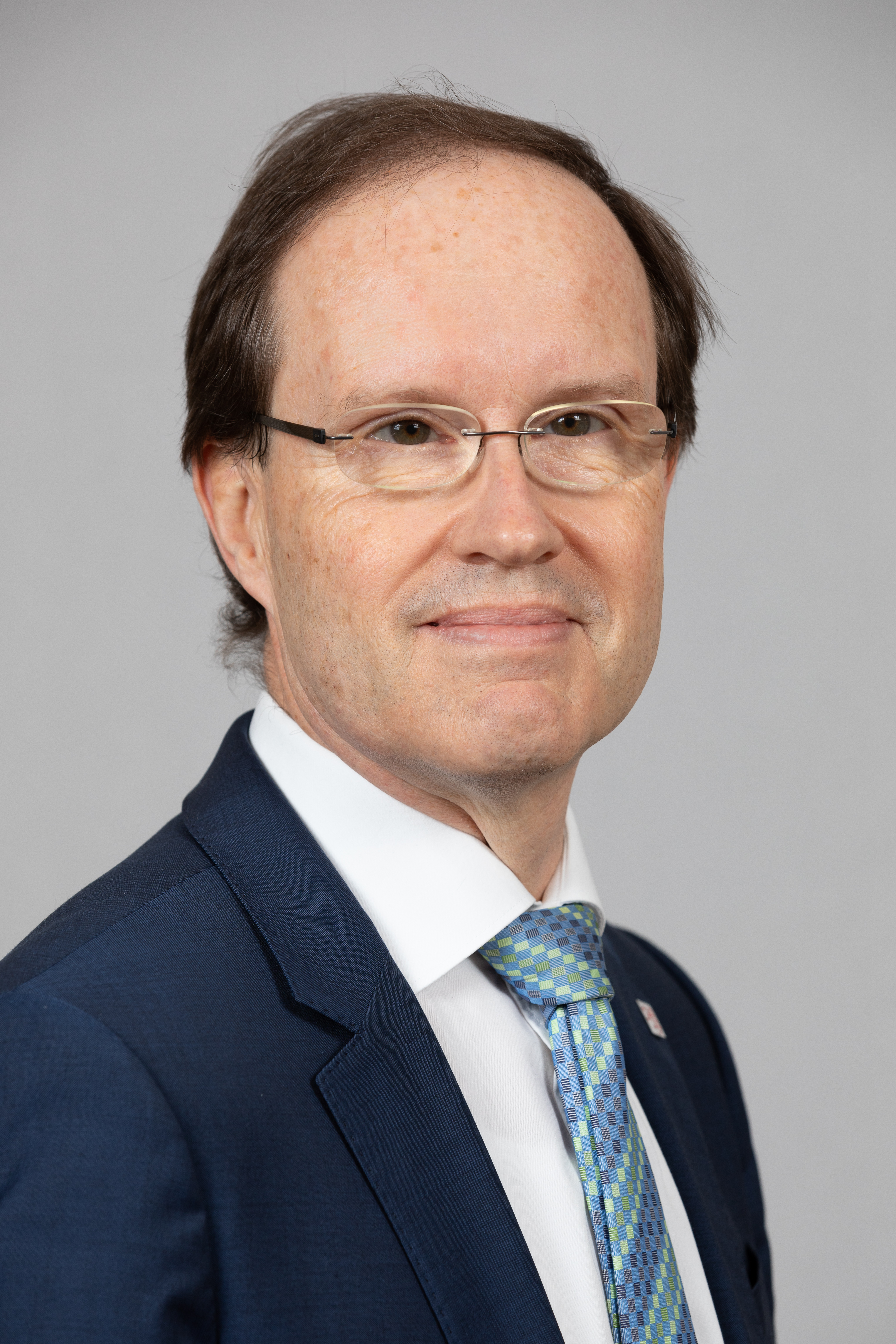
Tobias Utter, 2019

Tobias Utter (* 18. September 1962 in Frankfurt am Main) ist ein hessischer Politiker (CDU) und seit 2008 Abgeordneter des Hessischen Landtags.

## Ausbildung und Beruf
Tobias Utter studierte nach dem Abitur an der Musterschule in Frankfurt bis 2001 Alte, Mittlere und Neue Geschichte sowie Politikwissenschaft, allerdings ohne Abschluss. Fortbildungen in den Bereichen: Recht, Kunst, Psychobiologie, Medien und Kommunikation, Humanökologie, Anthropologie. Nach dem Studium arbeitete er als Wissenschaftlicher Mitarbeiter bei der CDU-Fraktion im Hessischen Landtag und ab 2003 als persönlicher Referent des Präsidenten des Hessischen Landtags. Ab August 2006 war er Referent und stellvertretender Bereichsleiter im Bereich Protokoll, Veranstaltungen, Besucherdienst, Publikationen des Hessischen Landtags.
Er ist Sohn des ehemaligen Lufthansa-Vorstandsmitglieds Werner Utter.

## Politik
Tobias Utter ist seit 1979 Mitglied der CDU. In der CDU ist er in vielen Vorstandsämtern aktiv. So ist er seit dem 1. November 2007 Vorsitzender des CDU-Stadtverbandes Bad Vilbel und seit 1990 Stellvertretender Kreisvorsitzender der CDU Wetterau. Er ist Stellvertretender Landesvorsitzender des Evangelischen Arbeitskreises der CDU Hessen und Mitglied des Bundesvorstandes des EAK der CDU/CSU.
Kommunalpolitisch ist er seit 1985 Stadtverordneter in Bad Vilbel. Von 1993 bis 2001 und von 2006 bis 2011 war er Mitglied des Wetterauer Kreistages und dort unter anderem stellvertretender Fraktionsvorsitzender aktiv. Von Mai 2001 bis Mai 2006 war er ehrenamtlicher Kreisbeigeordneter des Wetteraukreises.
Mit der Landtagswahl in Hessen 2008 wurde Utter im Wahlkreis 25 Wetterau Süd in den Hessischen Landtag gewählt und bei den Landtagswahlen in Hessen 2009, 2013, 2018 und 2023 bestätigt. Er ist Europapolitischer und Kirchenpolitischer Sprecher seiner Fraktion.

## Kirche
Tobias Utter ist Mitglied der Evangelischen Kirche in Hessen und Nassau (EKHN). Seit 1978 engagiert er sich dort in der Arbeit mit Kindern und Jugendlichen. 1985 und 1986 machte Utter eine Ausbildung zum Prädikanten (Predigtbevollmächtigter) und wurde 1987 zum Prädikanten bevollmächtigt. Er ist Initiator und Verantwortlicher von Kirche anders (Gottesdienste für Distanzierte).
Tobias Utter war Mitglied der 9., 10. und der 11. Synode der Evangelischen Kirche in Hessen und Nassau (EKHN). Während der 9. Synode war er Mitglied des synodalen Ausschusses für Mission und Ökumene und seit der 10. Synode Mitglied des Benennungsausschusses. Von November 2006 bis 2010 war er Vorsitzender des Benennungsausschusses. Von 2010 bis 2016 war er Vorsitzender des Ausschusses für Gemeindeentwicklung und Mitgliederorientierung. 
Seit März 2001 ist er Präses des Ev. Dekanates Wetterau (ca. 86.000 Mitglieder). Seit 2002 ist er Vorsitzender des gemeinnützigen Fördervereins der Ev. Auferstehungsgemeinde Bad Vilbel.

## Veröffentlichungen
- zusammen mit Ulrike Mey und Klaus Neumeier: „Kirche anders“. Wege zu einer offenen Gemeinde. Erfahrungen und Anregungen (Praxishilfen für die Gemeindearbeit). Claudius Verlag, München 2003, ISBN 3-532-64805-9.